# 保罗·弗洛里
保罗·约翰·弗洛里（英語：Paul John Flory，1910年6月19日—1985年9月9日），美国化学家，诺贝尔奖得主，生于伊利诺州斯特灵，以其在高分子领域的大量工作和杰出成就闻名于世。他是高分子溶液理论的先驱之一，因“在高分子物理学科理论和实验方面的卓著贡献”获得1974年诺贝尔化学奖。

## 经历

### 早年生活
保罗·弗洛里1927年从伊利诺州的一所高中毕业后，于1931年获得曼徹斯特大學(印第安納州)的学士学位，于1934年获得俄亥俄州立大学的博士学位。他第一份工作在杜邦，和华莱士·卡罗瑟斯进行合作。

### 高分子科学
弗洛里在高分子科学中最早的工作，是研究聚合物动力学。在缩聚反应中，弗洛里质疑了末端基团反应活性随链增长而降低的设想，通过论证反应活性与高分子尺寸无关，他成功证明了链数量随尺寸增加而成倍减少这一结论。在加聚反应中，他引入了链转移这个重要概念，改进了动力学方程，使高分子尺寸分布更易被理解。
1938年合作伙伴卡羅瑟斯自杀死后，弗洛里前往辛辛纳提大學的基础科学研究实验室工作。工作期间，他为多官能团化合物的聚合反应以及聚合物交联网络（凝胶）建立了数学理论。
1940年，弗洛里加入了标准石油在新泽西州林登的实验室，为高分子混合物建立了统计理论。1943年他又加入了固特异的实验室，研究高分子基础理论。1948年，康奈尔大学当时的化学系主任彼得·德拜邀请弗洛里举办一年一度的贝克讲座。同年秋天，弗洛里受聘于康奈尔大学，他把他的讲座内容进行了加工和提炼，最终形成了他的代表作，《高分子化学原理》，1953年由康奈尔大学出版社出版。这本著作很快成为高分子领域的必备参考书之一，直至今日还在被广泛使用。
弗洛里还把排除体积的概念（最早由维尔纳·库恩创造）引入高分子科学。排除体积理论指出，一个长链分子的一部分无法占据已被该分子另一部分占据的体积，由此，溶液中的高分子链末端之间的平均距离比不计排除体积的情况更远。排除体积概念的引入，是高分子物理理论的重要飞跃，这一概念在分析溶液中长链分子的行为时非常有用，有效解释了当时若干与先前理论不符的实验结果。排除体积理论导致了θ条件（或称θ状态）的产生，θ条件是指能够消除排除体积效应的实验条件。在θ条件下，链恢复理想链的特征——因排除体积引起的长程作用被消除，使实验者可以更容易地测量短程特性，比如几何特征、键旋转势、邻近基团的空间位阻效应等。弗洛里准确地指出，在θ条件下，排除体积的影响被消除，高分子熔融物的链尺寸与计算得出的理想溶液中的链尺寸相同。
弗洛里在高分子物理领域建立了众多的理论和数学模型，其中有一种方法用来估算高分子链在良溶剂中的尺寸，即Flory–Huggins溶液理论，还有Flory指数，用来描述高分子在溶液中的运动。

### Flory-Huggins溶液理论
Flory-Huggins溶液理论是一种高分子溶液热力学的数学模型，应用了混合熵的一般表达式并考虑了高分子尺寸的差异性。最终结果，可以写成一个吉布斯能的方程。吉布斯能的通常表达式为：
{\displaystyle \Delta G_{m}=\Delta H_{m}-T\Delta S_{m}\,}
Flory和Huggins推导出的结果为：
{\displaystyle \Delta G_{m}=RT[\,n_{1}\ln \phi _{1}+n_{2}\ln \phi _{2}+n_{1}\phi _{2}\chi _{12}\,]\,}
其中，{\displaystyle n_{1}}指溶剂的物质的量，{\displaystyle \phi _{1}}指溶剂的体积分数，{\displaystyle n_{2}}和{\displaystyle \phi _{2}}分别指高分子溶质的物质的量和体积分数，{\displaystyle \chi }这一因子用来计算溶质与溶剂分散过程中的能量变化。

### 晚年
1961年，弗洛里在斯坦福大学获得教授职位，1966年成为Jackson-Wood教授，1975年退休。1974年荣获诺贝尔化学奖。退休后弗洛里仍然活跃了一段时间，为IBM担任了若干年的顾问。弗洛里与他的妻子Emily Catherine Tabor有三个孩子，Susan、Melinda和John。1985年，弗洛里因心脏病发作，在加利福尼亚州去世。

### 著作
- Flory, Paul. (1953) Principles of Polymer Chemistry. Cornell University Press. ISBN 0-8014-0134-8.
- Flory, Paul. (1969) Statistical Mechanics of Chain Molecules. Interscience. ISBN 0-470-26495-0. Reissued 1989. ISBN 1-56990-019-1.
- Flory, Paul. (1985) Selected Works of Paul J. Flory. Stanford Univ Press. ISBN 0-8047-1277-8.